# .ovh
.ovh là tên miền cấp cao nhất dùng chung đang hoạt động (gTLD) được ủy quyền cho vùng gốc DNS vào ngày 20 tháng 6 năm 2014. Tên miền được tài trợ bởi OVH, một doanh nghiệp lưu trữ và viễn thông lớn của Pháp. Đây tên miền cấp cao nhất được điều hành bởi các AFNIC và đăng ký được mở cho tất cả mọi người thông qua OVH, cơ quan đăng ký duy nhất của tên miền.ovh.